# Gustavo A. Madero (dzielnica)
Gustavo A. Madero – jedna z szesnastu dzielnic Dystryktu Federalnego (miasta Meksyk). Położona w północnej części Dystryktu Federalnego.